# Hrvatski narodni vladari u numizmatici

Starohrvatski kneževi i hrvatski narodni kraljevi bili su motiv na raznim kovanicama i novčanicama tijekom hrvatske povijesti.

## Kovanice
U malo smo posve sigurni o hrvatskim vladarima u 7. i 8. stoljeću, pa tako i o mogućim kovanicama hrvatskih narodnih vladara (poznato je da se u srednjovjekovnoj Hrvatskoj kunino krzno koristilo kao sredstvo plaćanja). Prvi prikazi vladara Hrvatske na kovanicama, te sigurije atribucije (to kome su kovanice pripadale), u numizmatici se pojavljuju tek u kovanica za vrijeme dinastije Arpadovića.
U modernih kovanica, Reljef starohrvatskog vladara javlja se 1995. na srebrnoj kovanici od 100 kuna i zlatnoj kovanici od 500 kuna povodom 1700. obljetnice Dioklecijanove palače i osnutka grada Splita. Godine 1997., povodom 150. obljetnice odluke Hrvatskog državnog sabora o hrvatskom jeziku, izdana je srebrna kovanica od 150 kuna s prikazom Bašćanske ploče - time i spomenom kralja Dmitra Zvonimira.
Kralj Tomislav nalazi se na više kovanica. Njegov portret 2010. godine pojavljuje se na zlatnoj kovanici od 20 kuna, s naslovom “Kralj Tomislav”, a 2025. Hrvatska narodna banka izdaje nove srebrne i zlatne numizmatičke kovanice “Kralj Tomislav” u nominali od četiri i šest eura (srebrnjaci) te 10, 100 i 200 eura (zlatnici). Prigodom 1100. obljetnice Hrvatskoga Kraljevstva i krunidbe kralja Tomislava 14. srpnja 2025; pustena je u opticaj kovanica od 2 eura, s motivom spomenika kralju Tomislavu postavljenom za tisućljetnu obljetnicu Hrvatskog Kraljevstva.

## Novčanice

### Nezavisna Republika Hrvatska
Reljef starohrvatskog vladara prikazan je na neizdanoj novčanici od 500 kuna iz 1943., dok je na izdanoj novčanici on 5000 kuna prikazana kamena krstionica kneza Višeslava.

### Republika Hrvatska
Glagoljiči tekst Bašćanske ploče, u kojem se spominje kralj Dmitar Zvonimir, dio je dizajna novčanica od 100 kuna izdanih 1993., 2002. i 2012. godine. Motiv starohrvatskog vladara prikazan je uz Dioklecijanovu palaču i na novčanici od 500 kuna iz 1993. godine, kao i na probnom otisku naličja istih 500 kuna. Kralj Tomislav prikazan je na novčanici od 1000 kuna tiskanoj 1993. godine, kao i na probnom otisku naličja istih 1000 kuna.

#### Predložene i fantazijske novčanice
Poznato je više varijanti dizajna, još s apoenom "kruna" (a ne kuna), koje su prethodile službenom dizajnu novčanice od 1000 kuna tiskane 1993. godine. Dvije varijante od 1000 kruna prikazuju kralja Tomislava, prema motivu spomenika kralju Tomislava u Zagrebu u portretu (kao na službenoj novčanici), a jedna verzija u frontu.
Neke fantazijske novčanice također prikazuju hrvatske narodne vladare. U Banica tiskanih 1990. godine, 2 Banice s jedne strane prikazuju spomenik kralju Tomislavu u Zagrebu, a s druge litografiju Ivana Meštrovića s prikazom strijelaca kneza Domagoja.
Fantazijsku novčanicu s apoenom „Tomislav“ i likom toga kralja, prema ogulinskom spomeniku, izdalo je ogulinsko društvo za restauraciju spomenika kralju Tomislavu 1990. godine.
Manje poznata propagandna novčanica od 100 dinara datirana na 15. kolovoz 1971. u Banjoj Luci, prikazuje portret kralja Tomislava prema slici Josipa Horvata iz 1941., „Kralj Tomislav na prijestolju“.